# Tu historia como la mía
Tú historia como la mía es un programa de televisión de Talk show y reality show en México, presentado por Rocío Sánchez Azuara, es transmitido a través de la señal de Azteca Uno, en 2025, en TV Azteca.

## Producción
Se anunció para la programación de Azteca Uno en junio de 2025, estrenándose oficialmente el 3 de agosto de ese mismo año.

## Concepto
Tu historia como la mía presenta situaciones de personas comunes con similitud a la de los famosos o celebridades del medio artístico mexicano.

## Invitados
La siguiente lista son los invitados en cada episodio de Tu historia como la mía:
1. Cristian Castro (y Verónica Castro)[5]
2. Ivonne Montero
3. Fey
4. Claudio Yarto
5. Laura Flores
6. Lidia Ávila
7. Pablo Ruiz
8. Sheyla Tadeo
9. Emir Pabón
10. Saúl "El jaguar"